# Marcel Salsé
Pour les articles homonymes, voir Salsé.
Pas d'image ? Cliquez ici

a Compétitions nationales et continentales officielles uniquement.

Marcel Salsé, né le 1er avril 1955 à Peyriac-Minervois (Aude), est un joueur de rugby à XV, qui a joué avec la Section paloise et le Stade toulousain. Il est le neveu de Édouard Salsé.   

## Biographie
Venu à Toulouse faire des études de médecine puis de kinésithérapie, il prend en 1978 une licence au Stade toulousain,. Il est vice-champion de France en 1980.

## Carrière de joueur
- Section paloise
- 1978-1984[réf. nécessaire] : Stade toulousain
- US Colomiers
- SC Graulhet

## Palmarès de joueur
- Finaliste du championnat de France en 1980